# دوت صديقة الطبيعة
دوت صديقة الطبيعة سلسلة من الأفلام عرضت لأول مره في عام 1977 واستمرت حتى عام 1994. تمت دبلجة الأفلام وتقسيمها وعمل منها مسلسل رسوم متحركة يتكون من 9 حلقات.

## الحلقات
- دوت والكنغر (1977)
- حول العالم مع نقطة (1981)
- دوت الأرنب (1983)
- دوت والكوالا (1984)
- دوت وكيتو (1985)
- دوت والحوت (1986)
- دوت والمهربون (1987)
- دوت يذهب إلى هوليوود (1987)
- دوت في الفضاء (1994)

## روابط خارجية
- دوت صديقة الطبيعة على موقع IMDb (الإنجليزية)
- دوت صديقة الطبيعة على موقع أول موفي (الإنجليزية)
- دوت صديقة الطبيعة على موقع قاعدة بيانات الفيلم (الإنجليزية)
- دوت صديقة الطبيعة على موقع ليتربوكسد (الإنجليزية)
- دوت صديقة الطبيعة على موقع كينوبويسك (الروسية)

- Dot and Keeto at قاعدة بيانات الأفلام على الإنترنت